# Темпертон, Род
Род Темпертон (англ. Rod Temperton; 9 октября 1949, Клиторпс, Линкольншир, Великобритания — сентябрь 2016, Лондон, Великобритания) — британский музыкант, продюсер и автор песен.

## Биография
Известность ему принесло участие в группе Heatwave в качестве клавишника и автора песен в 70-е годы.
Позднее случился рабочий тандем с продюсером Куинси Джонсом. Совместно они создали такие хиты Майкла Джексона как «Thriller», «Off the Wall» и «Rock with You». Также работал с Джорджем Бенсоном, Патти Остин, Джеймсом Ингрэмом и другими.
В 1991 году получил «Грэмми» как лучший аранжировщик за песню «Birdland», которая вошла в альбом Куинси Джонса Back on the Block.